# Ruta Nacional 95 (Colombia)
La Ruta Nacional 95 fue una ruta nacional de Colombia que nunca fue construida. Esta iba a partir de Inírida en el departamento de Guainía e iba a finalizar en la ciudad de Puerto Carreño en el departamento del Vichada atravesando el margen occidental del río Orinoco y la frontera venezolana. No existen planes a mediano ni largo plazo para volverla a incluir como Ruta Nacional.
Aunque la ruta estaba planeada hasta Puerto Carreño, solamente en la Resolución 3700 de 1995 del Ministerio de Transporte se estableció un tramo que iba desde Puerto Inírida al corregimiento de Puerto Nariño, jurisdicción de municipio de Cumaribo. El tramo nunca ha sido construido y debido a la espesa selva que separa Puerto Inírida de Puerto Nariño es muy difícil construir una carretera eficiente y eficaz. La Resolución 5471 de 1999 del Ministerio de Transporte eliminó la Ruta.
Actualmente, el tramo comprendido desde el caserío de Casuarito (al frente de la ciudad venezolana de Puerto Ayacucho sobre el Orinoco) hasta Puerto Carreño, sí cuenta con una vía que permite comunicar los dos puntos, que sin embargo cuenta con sectores en muy mal estado y erosionados por las inundaciones de la temporada lluviosa. El Ministerio de Transporte, a través de Invías, ha empezado el mejoramiento de la vía construyendo soportes en los lugares más críticos y construyendo los puentes sobre los ríos donde la única forma de pasar era gracias a los planchones ubicados en los ríos. Mientras se finaliza los colombianos que deseen Viajar de Puerto Carreño hasta Puerto Nariño lo seguirán haciendo por medio de la Troncal 12 venezolana y pasando a Colombia por medio de planchones.

## Tramos
| Tramo | Inicio         | Final                    |
| ----- | -------------- | ------------------------ |
| 01*   | Puerto Inírida | Puerto Nariño (Cumaribo) |

 *El tramo 01 de la Ruta 95 se estableció en la Resolución 3700 del 8 de junio de 1995. Con la Resolución 339 de 1999 este tramo fue eliminado.

 **No existen los tramos 02 en adelante. Tampoco existe tramo definido entre Puerto Nariño y Puerto Carreño

## Detalles de la ruta

### Tramo 01

#### Lugares que atraviesa
- Puerto Inírida
- Puerto Nariño (Cumaribo)